# Santa Chiara (Altamura)
A Santa Chiara egy templom Altamura történelmi városközpontjában.

## Története
A templomot 1682-ben építették a klarisszák számára egy korábban itt álló görög ortodox templom helyén. A hozzátartozó kolostor épületét egy századdal később építették. Ezt napjainkban is klarisszák lakják.

## Leírása
A barokk templom homlokzatát fülkékbe helyezett szobrok díszítik (Szűzanya, Assisi Szent Ferenc és Szent Klára). A harangtorony a templom jobb oldalán áll. A templombelső egyhajós, gazdagon díszített értékes 17-18. századi szobrokkal és festményekkel.